# Хуарес (муниципалитет Чьяпаса)
Хуа́рес (исп. Juárez) — муниципалитет в Мексике, штат Чьяпас, с административным центром в одноимённом городе. Численность населения, по данным переписи 2020 года, составила 21 807 человек.

## Общие сведения
Свой название муниципалитет и город получили в честь президента Мексики — Бенито Хуареса.
Площадь муниципалитета равна 742,8 км², что составляет 1 % от площади штата, а наиболее высоко расположенное поселение Морелос-1, находится на высоте 160 метров.
Он граничит с другими муниципалитетами Чьяпаса: на севере с Реформой, на юге с Пичукалько, а на востоке и западе с муниципалитетами штата Табаско.

## Учреждение и состав
Муниципалитет был образован в 1861 году, по данным 2020 года в его состав входит 48 населённых пунктов, самые крупные из которых:
| Код INEGI                  | Населённый пункт                                                                                 | Численность населения (2005 год) | Численность населения (2010 год) | Численность населения (2020 год) |
| -------------------------- | ------------------------------------------------------------------------------------------------ | -------------------------------- | -------------------------------- | -------------------------------- |
| 048                        | Всего                                                                                            | 20171                            | 21084                            | 21807                            |
| 0001                       | Хуарес (исп. Juárez) 17°36′29″ с. ш. 93°11′36″ з. д. (административный центр)                    | 6801                             | 7286                             | 7809                             |
| 0045                       | Нуэво-Волькан-Чичональ (исп. Nuevo Volcán Chichonal) 17°46′20″ с. ш. 93°06′34″ з. д.             | 1048                             | 1162                             | 1320                             |
| 0033                       | Эль-Триунфо-1 (Кардона) (исп. El Triunfo 1ra. Sección (Cardona)) 17°36′30″ с. ш. 93°14′02″ з. д. | 1083                             | 1141                             | 1209                             |
| 0014                       | Пуэбло-Хуарес (исп. Pueblo Juárez) 17°38′36″ с. ш. 93°09′32″ з. д.                               | 960                              | 948                              | 990                              |
| 0034                       | Эль-Триунфо-2 (исп. El Triunfo 2da. Sección) 17°34′56″ с. ш. 93°16′01″ з. д.                     | 585                              | 656                              | 826                              |
| 0005                       | Доктор-Белисарио-Домингес (исп. Doctor Belisario Domínguez) 17°36′19″ с. ш. 93°08′56″ з. д.      | 724                              | 703                              | 744                              |
| 0027                       | Санта-Тереса-1 (исп. Santa Teresa 1ra. Sección) 17°43′58″ с. ш. 93°10′04″ з. д.                  | 586                              | 640                              | 686                              |
| —                          | Прочие                                                                                           | 8386                             | 8548                             | 8223                             |
| Названия на карте Генштаба |                                                                                                  |                                  |                                  |                                  |

## Экономическая деятельность
По статистическим данным 2000 года, работоспособное население занято по секторам экономики в следующих пропорциях:
- сельское хозяйство, скотоводство и рыбная ловля — 48,8 %;
- промышленность и строительство — 13,7 %;
- торговля, сферы услуг и туризма — 35,4 %;
- безработные — 2,1 %.

### Сельское хозяйство
Основная выращиваемая культура — какао и кукуруза, в меньшей степени — бобы, цитрусы, рис, кофе и фрукты.

### Животноводство
В муниципалитете разводится крупный рогатый скот для получения молока и мяса.

### Производство
В муниципалитете развита нефтедобыча. Другим производством является сыродельня.

## Инфраструктура
По статистическим данным 2020 года, инфраструктура развита следующим образом:
- электрификация: 99,3 %;
- водоснабжение: 63 %;
- водоотведение: 97,5 %.

## Туризм
Основными достопримечательностями являются различные сооружения XIX века.